# Canaan (Indiana)
Pour les articles homonymes, voir Canaan.
Canaan est une census-designated place située dans le comté de Jefferson, dans l’État de l'Indiana, aux États-Unis. Lors du recensement de 2020, elle compte 72 habitants.